# 隨韻
隨韻（阿奴窣婆罗、“跟隨元音”），是用於各種印度語言中的兩種鼻音化現象。依據隨韻在詞中的位置和語言的不同，它的精確發音可能變化得非常大。

## 隨韻
在梵語中，前面元音的鼻音化是 /m/ 或 /n/ 在隨后輔音(要么詞內要么跨越詞界)之前的同位異音；/m/ 在元音前或停頓中，只實現為 [m]。在天城文中，這種鼻音化被表示為随音符號，在前面字母上的點，叫做點（bindu）。与四川話、緬甸語中的前後鼻音合流、日语的拨音类似，梵语随音只规定发音方法（浊鼻音），不规定发音部位。由于语流音变的同化作用，随韵的发音部位与后续音素相同(比如在卷舌音之前是 [ɳ]，在軟腭音之前是 [ŋ] 等)，在重读和句末等无后续音素的情况下，发作 [m]。

### 標記
在悉曇文、天城文中，隨韻被表示為在字母上的一個空點（bindu）或菩提點。在 IAST 中，它被寫為在字母后的 ṃ。某些抄寫者用不同的符號 (ṁ) 來表示在某些吠陀 shakha 中的音韻變體的符號，或表示某些方言及某些随时间变异的符号。

## 隨鼻
隨鼻 (、阿奴那悉迦、“跟隨鼻”）是強制的鼻音化，在現代印地語中與隨韻不在區分。它是強制的張嘴鼻音化，類似於閩南語白讀中的鼻化尾，並非同位異音。在 "n" 或 "m" 緊隨在元音之后的時候，"n" 或 "m" 變為無聲并導致前面的元音成為鼻化元音 (就是說發音要下放軟腭使得部分氣流通過鼻子流出)。

### 標記
在梵語和相關的正寫法中，它被表示為字母頂上的仰月點(比如: मँ )。在使用 IAST 轉寫的時候，它被表示為在下面有一個點的輔音(通常是 "m")(比如: ṃ ṇ)，即使只有前面的元音是發聲的。